# Communauté de communes de Haute-Tarentaise
La communauté de communes de Haute-Tarentaise est une communauté de communes française, située dans le département de la Savoie et la région Auvergne-Rhône-Alpes.

## Géographie
La communauté de communes de Haute-Tarentaise est située dans l'est du département de la Savoie et occupe la partie orientale de la Vallée de la Tarentaise. Son altitude varie entre 744 mètres et 3 823 mètres à Bourg-Saint-Maurice. La communauté de communes est frontalière de l'Italie et est un point de passage vers ce pays grâce au Col du Petit-Saint-Bernard situé sur la commune de Séez. Le Col de l'Iseran situé sur la commune de Val-d'Isère permet la liaison au sud vers la Vallée de la Maurienne et Modane, le Cormet de Roselend sur la commune de Bourg-Saint-Maurice au nord permet quant à lui la liaison vers le Beaufortain. La source de l'Isère se trouve à Val-d'Isère et traverse l'ensemble des communes de la MIHT.

## Histoire
Par arrêté préfectoral du 27 décembre 2006, le SIVOM de Haute-Tarentaise a été transformé en communauté de communes, dénommée « maison de l'intercommunalité de Haute-Tarentaise ». Elle a depuis[Quand ?] été renommée en « communauté de communes de Haute-Tarentaise ».

## Composition
La communauté de communes est composée des 8 communes suivantes :

| Nom                   | Code Insee | Gentilé        | Superficie (km2) | Population (dernière pop. légale) | Densité (hab./km2) |
| --------------------- | ---------- | -------------- | ---------------- | --------------------------------- | ------------------ |
| Séez (siège)          | 73285      | Séerains       | 42,55            | 2 460 (2022)                      | 58                 |
| Bourg-Saint-Maurice   | 73054      | Borains        | 179,07           | 7 228 (2022)                      | 40                 |
| Les Chapelles         | 73077      | Chapelains     | 17,31            | 566 (2022)                        | 33                 |
| Montvalezan           | 73176      | Montvalezanais | 25,9             | 729 (2022)                        | 28                 |
| Sainte-Foy-Tarentaise | 73232      | Santaférains   | 100,15           | 690 (2022)                        | 6,9                |
| Tignes                | 73296      | Tignars        | 81,63            | 1 953 (2022)                      | 24                 |
| Val-d'Isère           | 73304      | Avalins        | 94,39            | 1 572 (2022)                      | 17                 |
| Villaroger            | 73323      | Villarogiens   | 28,15            | 359 (2022)                        | 13                 |

## Démographie
| 1968  | 1975   | 1982   | 1990   | 1999   | 2006 | 2010   | 2014   |
| ----- | ------ | ------ | ------ | ------ | ---- | ------ | ------ |
| 9 137 | 10 228 | 11 896 | 13 253 | 14 579 | -    | 16 187 | 16 199 |

### Pyramide des âges
| Hommes | Classe d’âge | Femmes |
| ------ | ------------ | ------ |
| 0,2    | 90 ans ou +  | 0,7    |
| 3,7    | 75 à 89 ans  | 6,0    |
| 9,9    | 60 à 74 ans  | 11,8   |
| 19,6   | 45 à 59 ans  | 20,1   |
| 24,4   | 30 à 44 ans  | 25,1   |
| 23,8   | 15 à 29 ans  | 17,4   |
| 18,4   | 0 à 14 ans   | 18,8   |

| Hommes | Classe d’âge | Femmes |
| ------ | ------------ | ------ |
| 0,4    | 90 ans ou +  | 1,1    |
| 6,3    | 75 à 89 ans  | 9,5    |
| 13,8   | 60 à 74 ans  | 14,7   |
| 20,9   | 45 à 59 ans  | 20,4   |
| 21,2   | 30 à 44 ans  | 20,2   |
| 18,2   | 15 à 29 ans  | 16,5   |
| 19,4   | 0 à 14 ans   | 17,5   |

## Administration

### Statut
Le regroupement de communes a dès sa création pris la forme d’une communauté de communes. L’intercommunalité est enregistrée au répertoire des entreprises sous le code SIREN 247 300 254. Son activité est enregistrée sous le code APE 751 A

### Présidents
| Période                                  | Période  | Identité                 | Étiquette | Qualité                                          |
| ---------------------------------------- | -------- | ------------------------ | --------- | ------------------------------------------------ |
| 2006                                     | 2011     | Daniel Payot             | NC        | 1er adjoint au maire de Bourg-Saint-Maurice      |
| 2011                                     | 2020     | Gaston Pascal-Mousselard | SE        | Adjoint au maire (et ancien maire) de Villaroger |
| 2020                                     | en cours | Yannick Amet             | SE        | Maire de Sainte-Foy-Tarentaise                   |
| Les données manquantes sont à compléter. |          |                          |           |                                                  |

### Conseil communautaire
À la suite de la réforme des collectivités territoriales de 2013, les conseillers communautaires dans les communes de plus de 1000 habitants sont élus au suffrage universel direct en même temps que les conseillers municipaux. Dans les communes de moins de 1000 habitants, les conseillers communautaires seront désignés par le conseil municipal élu. Les règles de composition des conseils communautaires ayant changé, celui-ci compte depuis mars 2020 vingt-sept conseillers communautaires qui sont répartis comme suit : 
| Nombre de conseillers | Communes                           |
| --------------------- | ---------------------------------- |
| 10                    | Bourg-Saint-Maurice                |
| 4                     | Séez, Tignes                       |
| 3                     | Val-d'Isère                        |
| 2                     | Montvalezan, Sainte-Foy-Tarentaise |
| 1                     | Les Chapelles, Villaroger          |

### Bureau
Le conseil communautaire élit un président et des vice-présidents. Ces derniers, avec d'autres membres du conseil communautaire, constituent le bureau. Le conseil communautaire délègue une partie de ses compétences au bureau et au président.
| Nom                    | Fonction           | Qualité                                  |
| ---------------------- | ------------------ | ---------------------------------------- |
| Yannick Amet           | Président          | Maire de Sainte-Foy-Tarentaise           |
| Jean-Claude Fraissard  | 1er vice-président | Maire de Montvalezan                     |
| Laurent Chelle         | 2e vice-président  | Adjoint au maire de Bourg-Saint-Maurice  |
| Véronique Pesenti-Gros | 3e vice-présidente | Adjointe au maire de Val-d'Isère         |
| Capucine Favre         | 4e vice-présidente | Adjointe au maire de Tignes              |
| Paul Pellecuer         | 5e vice-président  | Maire des Chapelles                      |
| Alain Emprin           | 6e vice-président  | Maire de Villaroger                      |
| Laurence Regnier       | 7e vice-présidente | Adjointe au maire de Bourg-Saint-Maurice |
| Mathieu Leclercq       | 8e vice-président  | Conseiller municipal de Séez             |

### Compétences
Les actions qu'entreprend la communauté de communes de Haute-Tarentaise sont celles que les communes ont souhaité lui transférer. Ces dernières sont définies dans ses statuts.
- Aménagement de l'espace.
- Protection et mise en valeur de l'environnement.
- Actions de développement économique et touristique.
- Construction, entretien et fonctionnement d'équipements culturels et sportifs et d'équipements de l'enseignement préélémentaire et élémentaire.
- Action sociale d'intérêt communautaire.

### Financement
La communauté de communes de Haute-Tarentaise, communauté de communes à fiscalité propre, perçoit une partie des quatre taxes locales (taxe d'habitation, taxe sur le foncier bâti, taxe sur le foncier non bâti et taxe professionnelle). La maison de l'intercommunalité de Haute-Tarentaise bénéficie également de différentes sources de financement : 
- Aides de l'État, notamment par le biais de la dotation globale de fonctionnement (DGF).
- Taxe d'enlèvement des ordures ménagères (TEOM) : financement de la collecte et du traitement des déchets ménagers et assimilés.
- Rétributions dans le cadre de délégations de services publics (abattoir, maison funéraire).
- Subventions de divers organismes

| Postes                                           | 2007         | 2008         | 2009         | 2010         | 2011         | 2012         |
| ------------------------------------------------ | ------------ | ------------ | ------------ | ------------ | ------------ | ------------ |
| Produits de fonctionnement                       | 14 825 000 € | 15 825 000 € | 16 052 000 € | 16 232 000 € | 17 314 000 € | 15 845 000 € |
| Charges de fonctionnement                        | 13 943 000 € | 15 208 000 € | 15 673 000 € | 15 198 000 € | 14 483 000 € | 15 099 000 € |
| Ressources d’investissement                      | 1 850 000 €  | 1 652 000 €  | 4 162 000 €  | 3 031 000 €  | 2 019 000 €  | 4 133 000 €  |
| Emplois d’investissement                         | 2 380 000 €  | 2 440 000 €  | 2 337 000 €  | 2 326 000 €  | 4 149 000 €  | 2 664 000 €  |
| Autofinancement                                  | 1 394 000 €  | 1 323 000 €  | 1 208 000 €  | 1 835 000 €  | 3 558 000 €  | 1 583 000 €  |
| Dette                                            | 2 668 000 €  | 2 150 000 €  | 3 689 000 €  | 3 275 000 €  | 1 163 000 €  | 842 000 €    |
| Source : Ministère de l’Économie et des Finances |              |              |              |              |              |              |

### Identité visuelle
La communauté de communes de Haute Tarentaise s’est dotée d’un logotype.

Logo jusqu'en 2017.
Logo depuis 2017.

## Services

### Service étoile
Le Service étoile est un service de coordination de proximité pour les personnes âgées de plus de 60 ans autonomes et les adultes handicapés. Depuis 1993, le Service étoile intervient dans le maintien à domicile des personnes âgées de plus de 60 ans et des adultes handicapés du canton de Bourg-Saint-Maurice.

### Espace jeunes
L'Espace jeunes est une structure d'accueil pour les jeunes du canton à partir de 11 ans, leur permettant ainsi de se retrouver entre eux et de bénéficier des équipements et des activités qui leur sont proposés par l'équipe d'animateurs. La salle de l'Espace Jeunes, située au Centre Jean-Moulin à Bourg-Saint-Maurice, est ouverte tout au long de l'année et est à l'entière disposition des jeunes s'ils désirent simplement se retrouver entre eux, écouter de la musique, faire leur travail scolaire ou encore jouer à la console de jeu vidéo.
Également, l'Espace Jeunes propose aux jeunes de mettre en place des projets qu'ils réaliseront eux-mêmes, avec le soutien de l'équipe d'animateurs.
Mais surtout, l'Espace jeunes est un lieu d'écoute et d'échanges entre l'équipe d'animateurs et les jeunes du canton. Ces derniers sont soutenus et aidés pour certaines démarches ou projets qu'ils souhaitent réaliser. Ils peuvent avoir accès au poste informatique afin de créer leur CV, lettre de motivation, dossiers ou naviguer sur Internet.